# Lincolnville (Kansas)
Lincolnville é uma cidade localizada no estado americano de Kansas, no Condado de Marion.

## Demografia
Segundo o censo americano de 2000, a sua população era de 225 habitantes.
Em 2006, foi estimada uma população de 217, um decréscimo de 8 (-3.6%).

## Geografia
De acordo com o United States Census Bureau tem uma área de
0,6 km², dos quais 0,6 km² cobertos por terra e 0,0 km² cobertos por água. Lincolnville localiza-se a aproximadamente 418 m acima do nível do mar.

## Localidades na vizinhança
O diagrama seguinte representa as localidades num raio de 20 km ao redor de Lincolnville.